# Zijspantrekker
| Clyno's waren zulke gewilde zijspantrekkers, dat een Clyno motorfiets zónder zijspan moeilijk te vinden is.                          |
| De Norton Big Four met zijklepmotor ging pas in 1954 uit productie, vanwege zijn populariteit onder zijspanrijders. Deze is uit 1933 |

Een zijspantrekker is een motorfiets die volgens de fabrikant geschikt of zelfs bedoeld is voor het monteren van een zijspan. 
In het verleden was het voor een motorfietsfabrikant vaak belangrijk om een bepaald type motorfiets als "zijpantrekker" te bestempelen, omdat het gebruik van zijspannen populair was en soms zelfs omdat dezelfde fabrikant ook zijspannen leverde. Van de jaren tien tot de jaren zestig werden daarom door verschillende fabrikanten motorfietsen geproduceerd, die weliswaar als "solomotor" verkocht werden, maar bedoeld waren om een zijspan te monteren. Aanvankelijk werden juist zijklepmotoren als zijspantrekker bestempeld, omdat ze een beperkt vermogen, maar wél een relatief hoog koppel leverden. Later, toen de vermogens van motorfietsen hoger werden, moest ook de frameconstructie sterk genoeg zijn om zonder problemen een zijspan te kunnen trekken. Bij motorfietsen met kettingaandrijving kon de overbrengingsverhouding eenvoudig aangepast worden door andere kettingtandwielen te monteren, maar merken die asaandrijving toepasten, zoals BMW, Nimbus en Zündapp, leverden ook speciale zijspanoverbrengingen om de trekkracht te vergroten.

## Populariteit van zijspantrekkers
In de jaren nul van de 20e eeuw waren er verschillende manieren om een passagier (men ging meestal automatisch uit van een dame) mee te nemen met een motorfiets: Men kon een motorfiets ombouwen door er een voorspan aan te monteren, of een achterspanwagen meenemen. Václav Laurin & Václav Klement staan te boek als uitvinders van het zijspan in de jaren nul, maar het zou toch nog enige tijd duren totdat het zijspan een definitieve doorbraak maakte. Het zijspan zou vanaf de jaren twintig een groeiende populariteit doormaken, vooral voor mensen voor wie een auto een (financieel) onbereikbaar ideaal was. Omdat er van de jaren twintig tot in de jaren vijftig steeds perioden van economische tegenslag geweest zijn, waren zijspannen en daarmee zijspantrekkers altijd, zij het in beperkte mate, verkoopbaar. Norton leverde van 1907 tot 1954 het model "Big Four", dat expliciet als zijspantrekker te boek stond. Ook de Nimbus motorfietsen en de P&M Panther 100 werden als zijspantrekker in de markt gezet. Van 1950 tot 1969 waren alle BMW motorfietsen zelfs voorzien van kogelkoppelingen om een zijspan te monteren. BMW had al vanaf het begin van de motorfietsproductie contracten met zijspanfabrikanten en gaf soms zelfs het gewicht mét en zonder zijspan bij de technische gegevens aan.

## Ontwikkeling van zijspantrekkers
Het Britse merk Clyno deed in de jaren tien onderzoek naar de verbeteringen van zijspanframes en zijspancombinaties werden zo ongeveer de hoofdproducten. Clyno was nauw verbonden aan AJS dat in die periode de Hayward zijspanfabriek overnam. Vanaf de jaren zestig werd zijspanrijden minder populair en werden er nauwelijks zijspantrekkers geproduceerd. Motorfietsframes werden ook niet meer sterk genoeg gebouwd om een zijspan te trekken, waardoor veel zijspanleveranciers ook zelf motorfietsen moesten ombouwen om ze voor een zijspan geschikt te maken. Daarvoor moest men, afhankelijk van de frameconstructie, verstevigingen aanbrengen (bijvoorbeeld een versterkt balhoofd, subframes aanbrengen of zelfs compleet andere frames leveren). Harley-Davidson en Moto Guzzi leverden nog lang motorfietsen waaraan zonder problemen een zijspan gemonteerd kon worden, maar adverteerden niet met deze mogelijkheid. Tegenwoordig worden in Rusland (IMZ Ural), Oekraïne (KMZ Dnepr) en China (Chang Jiang) nog motorfietsen geproduceerd die zonder meer als zijspantrekker geschikt zijn.

## Militair gebruik
Al in de Eerste Wereldoorlog werden zijspancombinaties beproefd en ingezet als mitrailleurdrager. Daarvoor werd de meest ervaren zijspantrekkerfabrikant Clyno gebruikt. In de Tweede Wereldoorlog werden het  BMW R 75 Wehrmachtsgespann en de Zündapp KS 750 ingezet, die dankzij een aangedreven zijspanwiel een grote terreinvaardigheid bezaten. Dit zijn motorfietsen die uitsluitend als zijspantrekker zijn geproduceerd. Ook de Amerikanen en de Britten gebruikten aanvankelijk militaire zijspancombinaties tijdens de Tweede Wereldoorlog, maar ontdekten al snel dat hun taken beter overgenomen konden worden door de Jeep. De Belgische FN 1000SM militaire zijspancombinatie werd niet meer geproduceerd nadat de fabriek in Duitse handen viel.